# Artère faciale

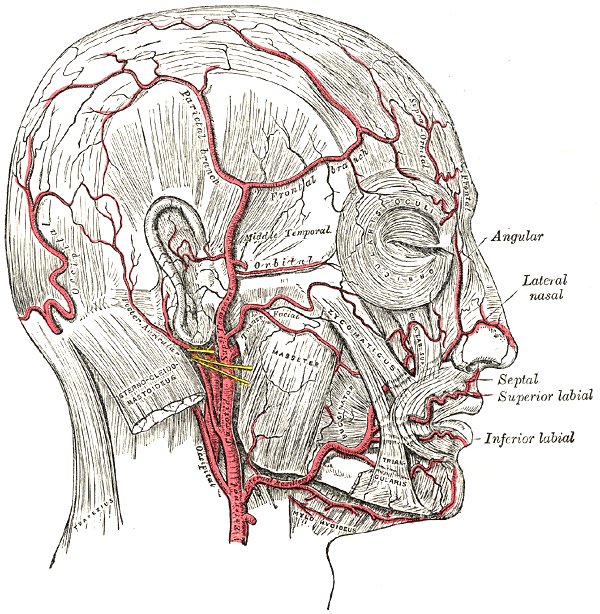
Artères du scalp et de la face.

L'artère faciale (ou artère maxillaire externe en ancienne nomenclature anatomique) est une artère systémique paire de la tête. Elle participe à la vascularisation de la moitié inférieure de la face.

## Origine
L'artère faciale naît de la face antérieure de l'artère carotide externe, quelques millimètres au-dessus de l'artère linguale et généralement en regard de l'artère occipitale. Elle provient parfois d'un tronc commun avec l'artère linguale : le tronc linguo-facial. Son origine est située un peu au-dessus de l'os hyoïde, entre le muscle constricteur moyen du pharynx médialement et le ventre postérieur du muscle digastrique latéralement.

## Trajet
Depuis son origine, l'artère faciale se dirige vers l'avant, accompagnée par le nerf hypoglosse qui passe un peu plus bas.   
Elle a un trajet sinueux. Elle passe d'abord en profondeur sous le ventre postérieur du muscle digastrique et le muscle stylo-hyoïdien. Elle contourne la glande submandibulaire dans laquelle elle creuse un sillon, puis passe sous le bord inférieur de la mandibule pour devenir superficielle à l’angle antéro-inférieur du muscle masséter. C'est à cet endroit que l'on peut mesurer le pouls facial. Elle se dirige ensuite en haut et en avant vers la commissure des lèvres. Puis elle se termine en regard du sillon naso-génien où elle prend le nom d’artère angulaire. 

## Branches collatérales

### Artère palatine ascendante
L'artère faciale donne au niveau de son premier coude l'artère palatine ascendante qui remonte le long du pharynx en passant entre les muscles stylo-glosse et stylo-pharyngien puis entre les muscles constricteur supérieur du pharynx et ptérygoïdien médial. Elle vascularise le voile du palais, la tonsille palatine et le tube auditif.

### Rameau tonsillaire de l'artère faciale
Le rameau tonsillaire remonte entre les muscles stylo-glosse et ptérygoïdien médial puis traverse le muscle constricteur supérieur du pharynx et irrigue les tonsilles palatines ainsi que la racine de la langue.

### Rameaux glandulaires de l'artère faciale
Les trois ou quatre rameaux glandulaires naissent au niveau de la glande submandibulaire pour vasculariser celle-ci.

### Artère submentonnière
L'artère submentonnière nait après le passage de l'artère faciale dans la glande submandibulaire. Cette artère est orientée vers l'avant et longe le bord inférieur de la mandibule entre le ventre antérieur du digastrique et le muscle mylo-hyoïdien. Elle vascularise les muscles et téguments alentour et s'anastomose avec les artères mylohyoïdienne, labiale inférieure et sublinguale.

### Artères labiales inférieure et supérieure
Les artères labiales inférieure et supérieure naissent au niveau de la commissure des lèvres. Elles se dirigent vers l'avant et cheminent dans l'épaisseur des lèvres et notamment du muscle orbiculaire de la bouche. Elles s'anastomosent avec les artères contre-latérales et forment un cercle artériel qui vascularise les glandes labiales, la muqueuse des lèvres et les muscles adjacents. L'artère labiale supérieure donne également des rameaux pour l'aile du nez et le septum nasal.

### Rameau latéral du nez de l'artère faciale
Le long du nez, l''artère faciale donne le rameau latéral du nez. Cette collatérale vascularise la peau de l'aile et du dos du nez et s'anastomose avec des rameaux issues de l'artère ophtalmique et de l'artère sphénopalatine, branche terminale de l'artère maxillaire. 

## Branche terminale
L'artère angulaire forme la branche terminale de l'artère faciale après la naissance du rameau latéral du nez. Elle remonte le long du nez et s'anastomose avec l'artère infra-orbitaire. Elle poursuit son chemin vers l'angle médial de l’œil et irrigue le sac lacrymal et le muscle orbiculaire de l'œil. L'artère angulaire termine sa course en s'anastomosant avec l'artère dorsale du nez issue de l'artère ophtalmique.

## Galerie

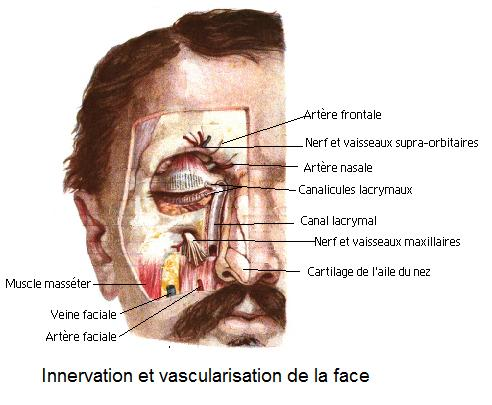
Innervation et vascularisation de la face.
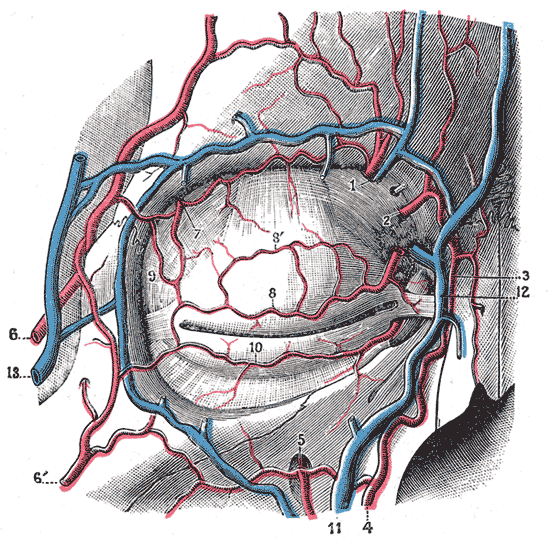
Artères et veines des paupières.
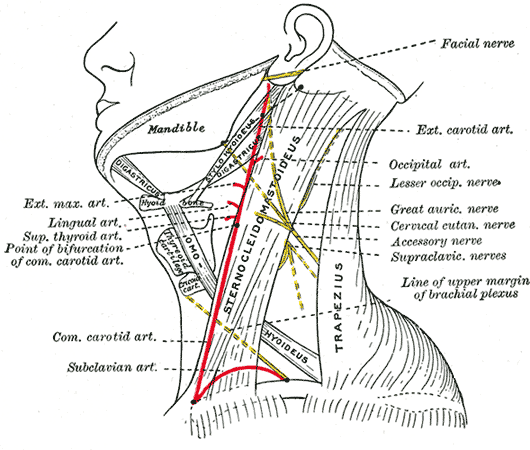
Côté du cou avec les principaux repères anatomiques.
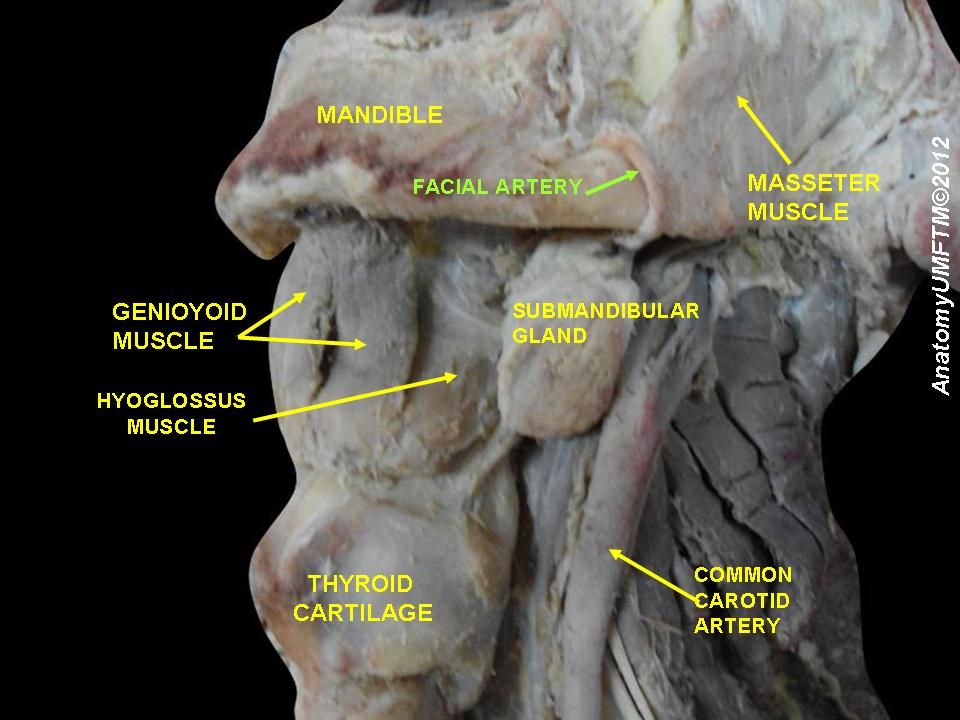
Dissection du cou montrant l'artère faciale. Vue de profil.
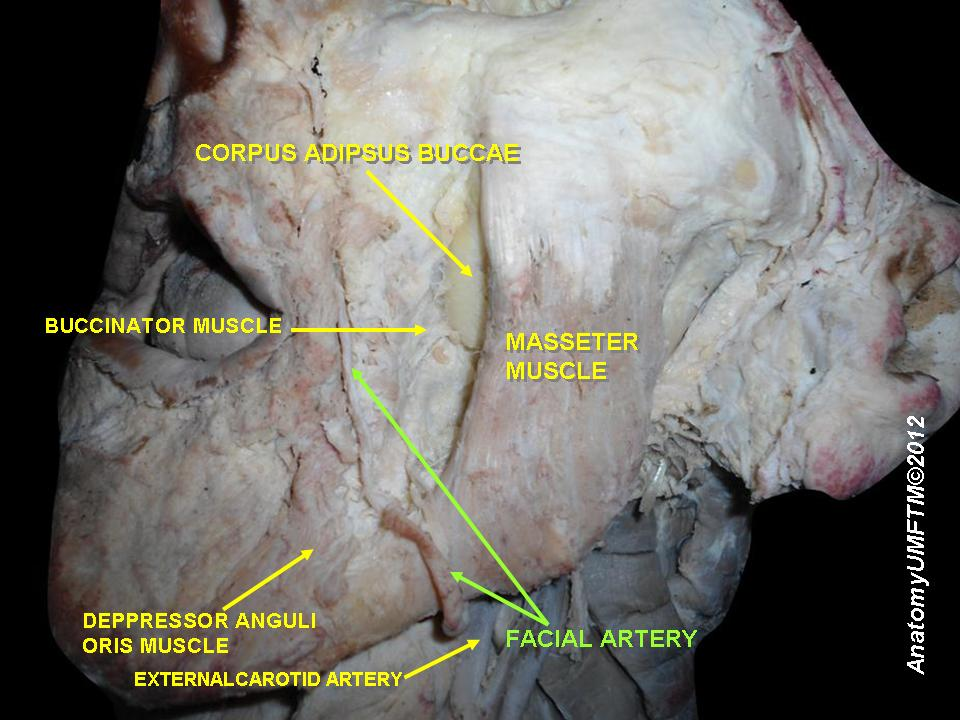
Dissection de la face montrant l'artère faciale. Vue de profil.
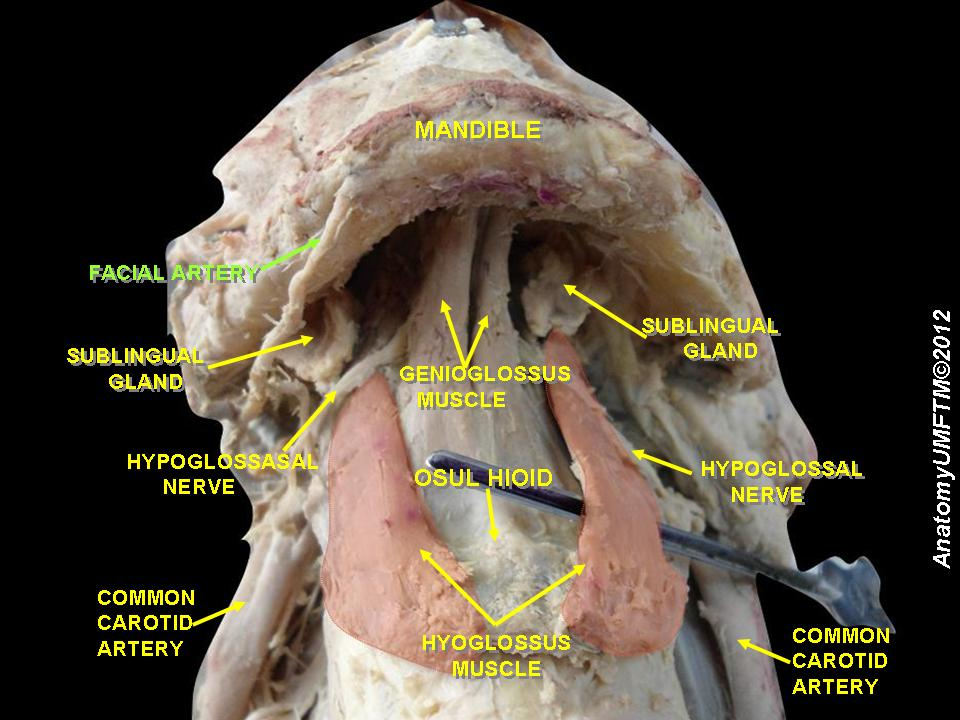
Dissection du cou montrant l'artère faciale. Vue de face.
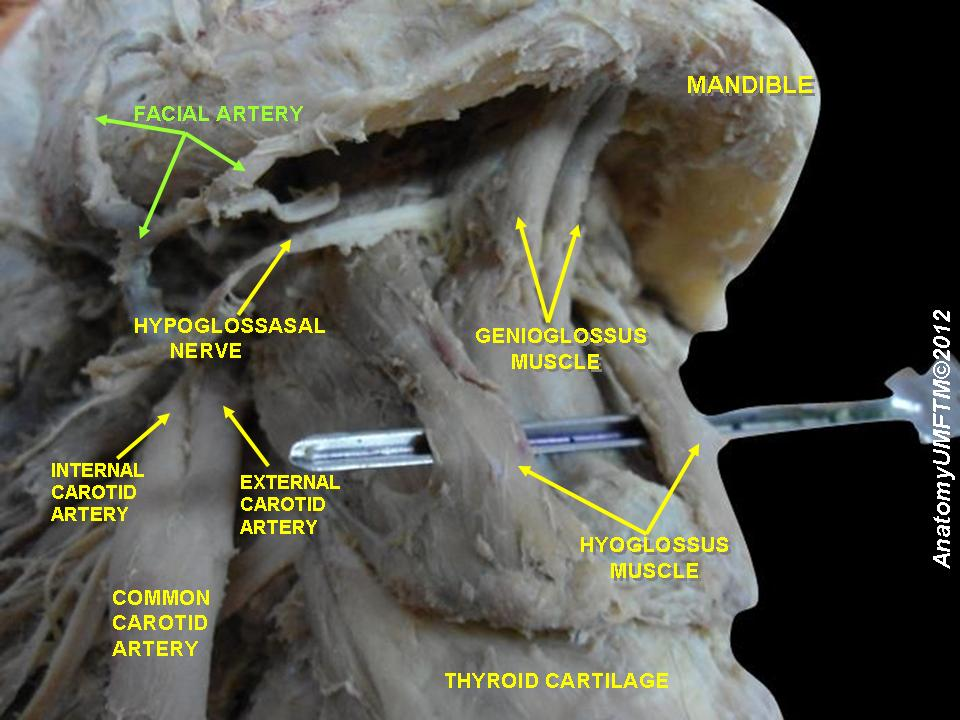
Dissection du cou montrant l'artère faciale. Vue de face.
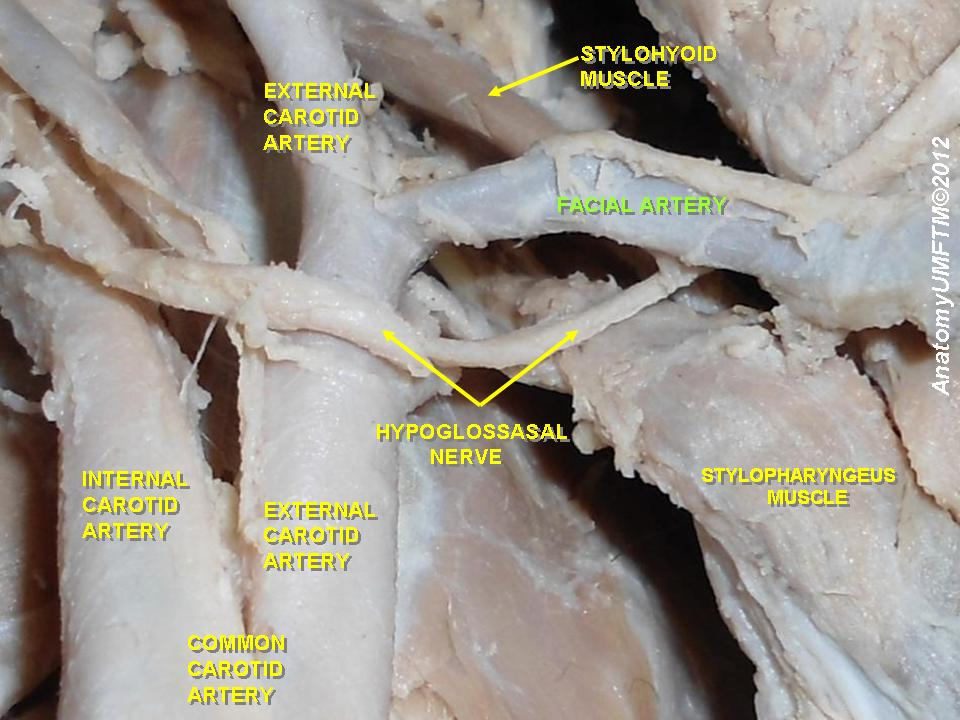
Dissection du cou montrant l'artère faciale. Vue de profil.
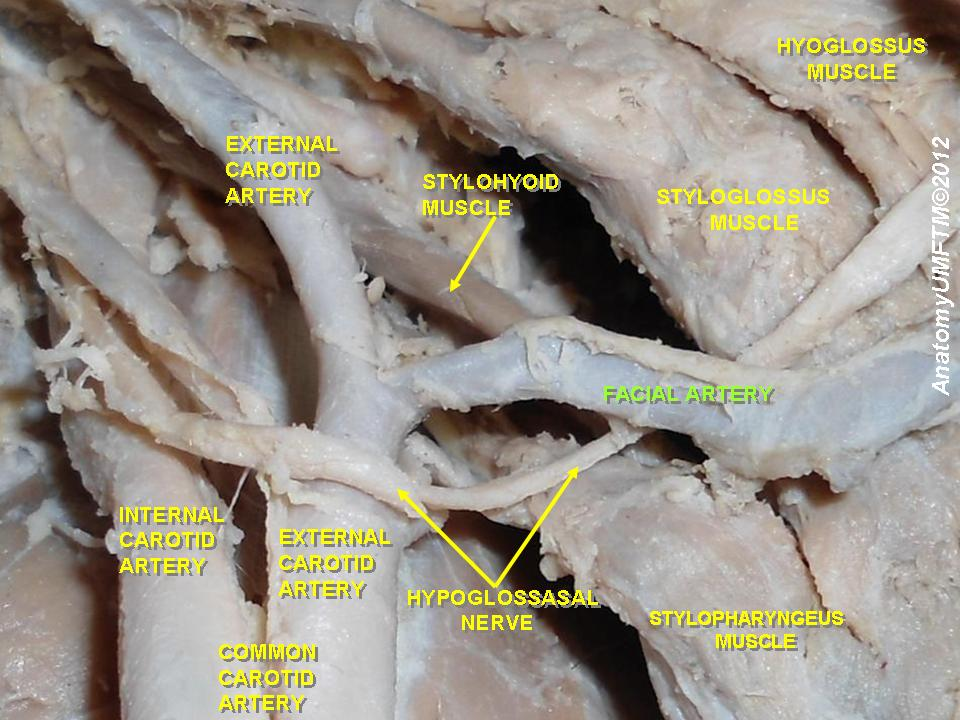
Dissection du cou montrant l'artère faciale. Vue de profil.
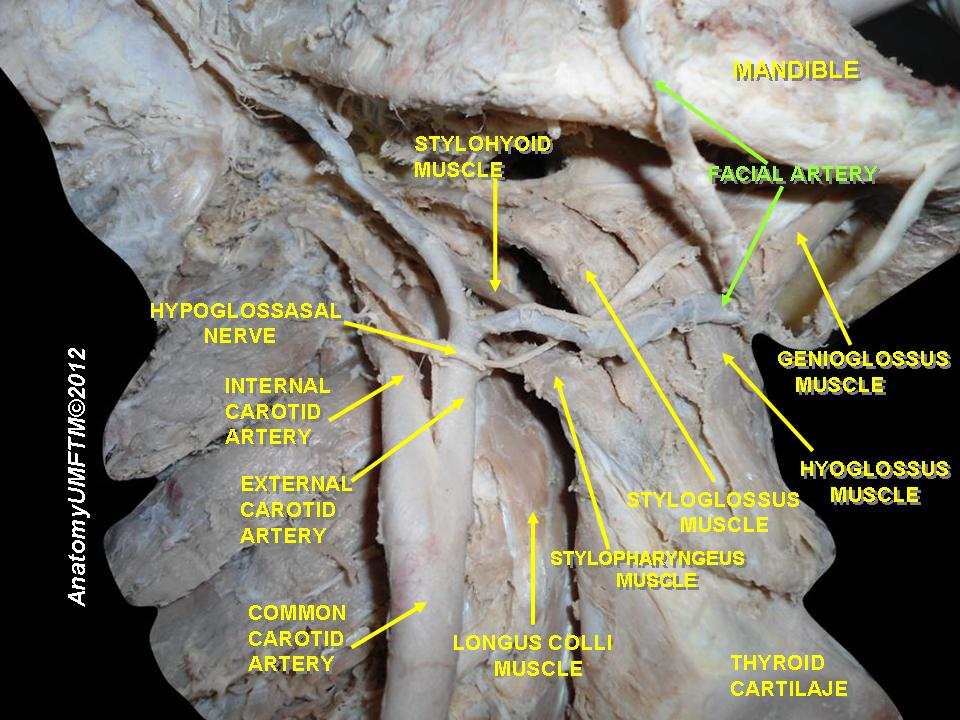
Dissection du cou montrant l'artère faciale. Vue de profil.
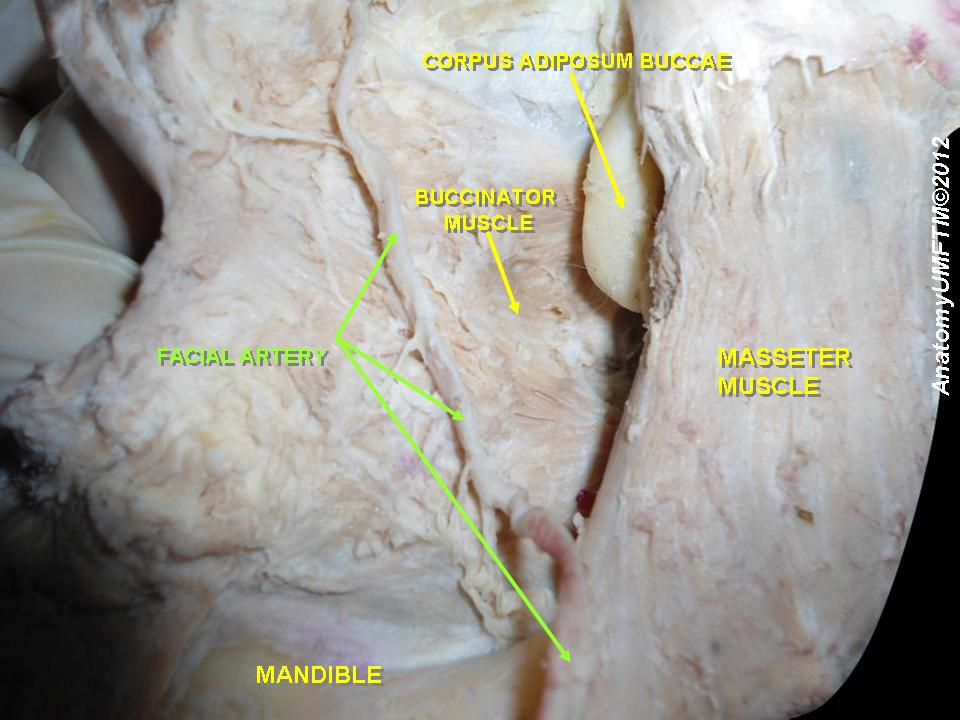
Dissection de la face montrant l'artère faciale. Vue de profil.
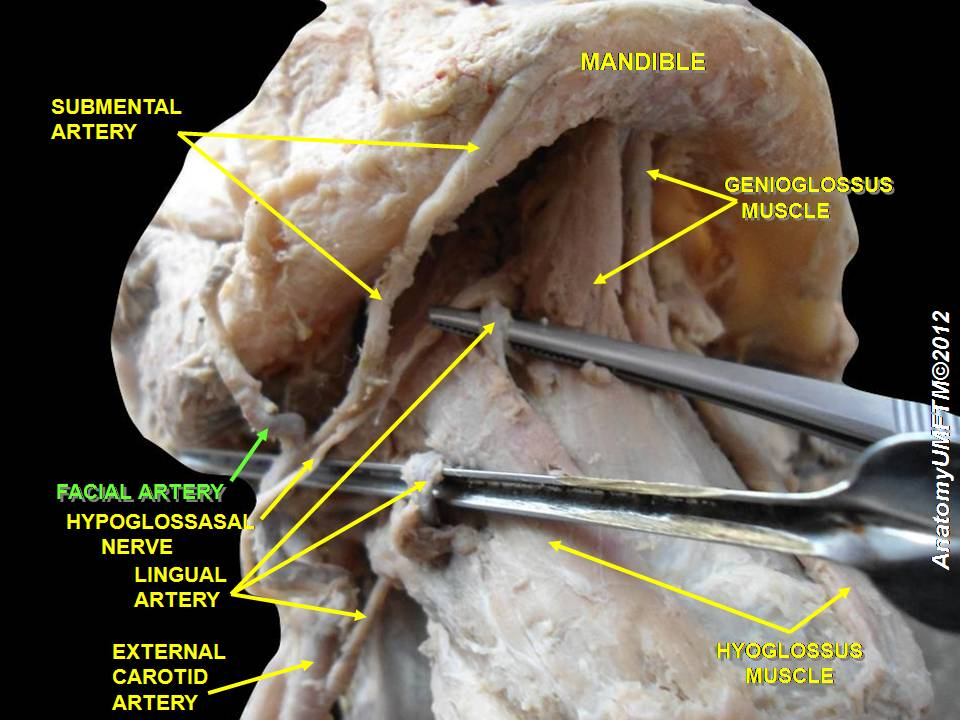
Dissection du cou montrant l'artère faciale. Vue de profil.
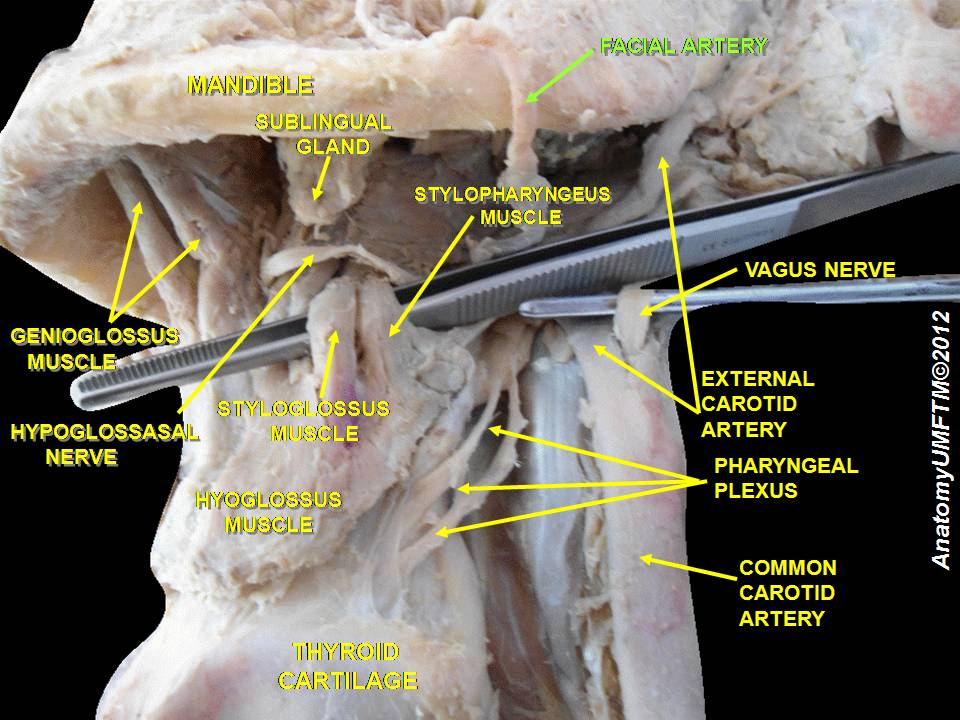
Dissection du cou montrant l'artère faciale. Vue de profil.
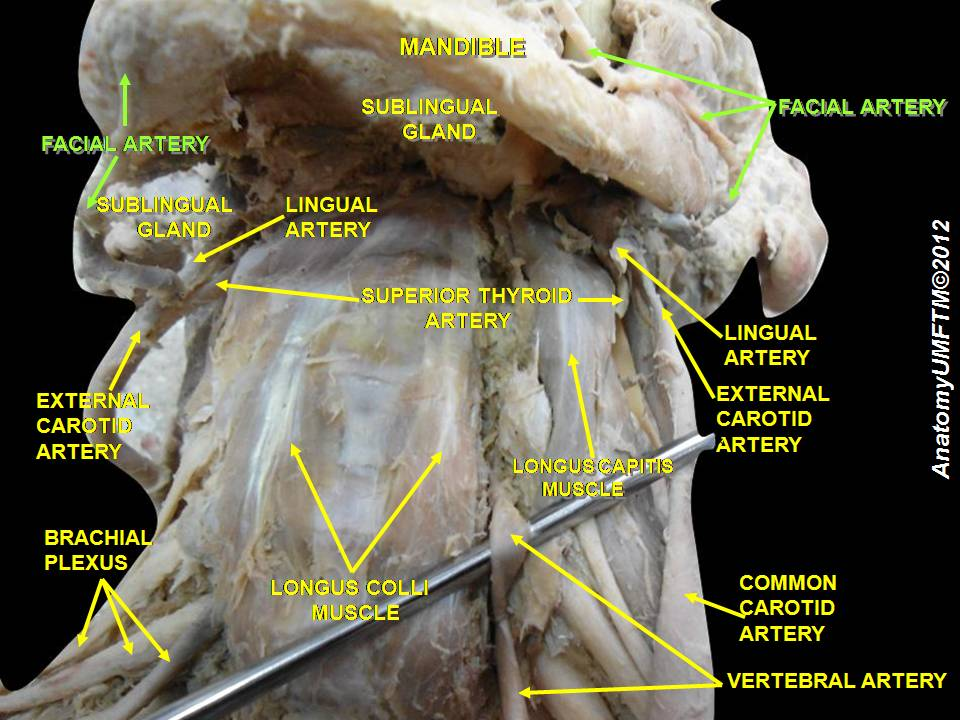
Dissection du cou montrant l'artère faciale. Vue de face.
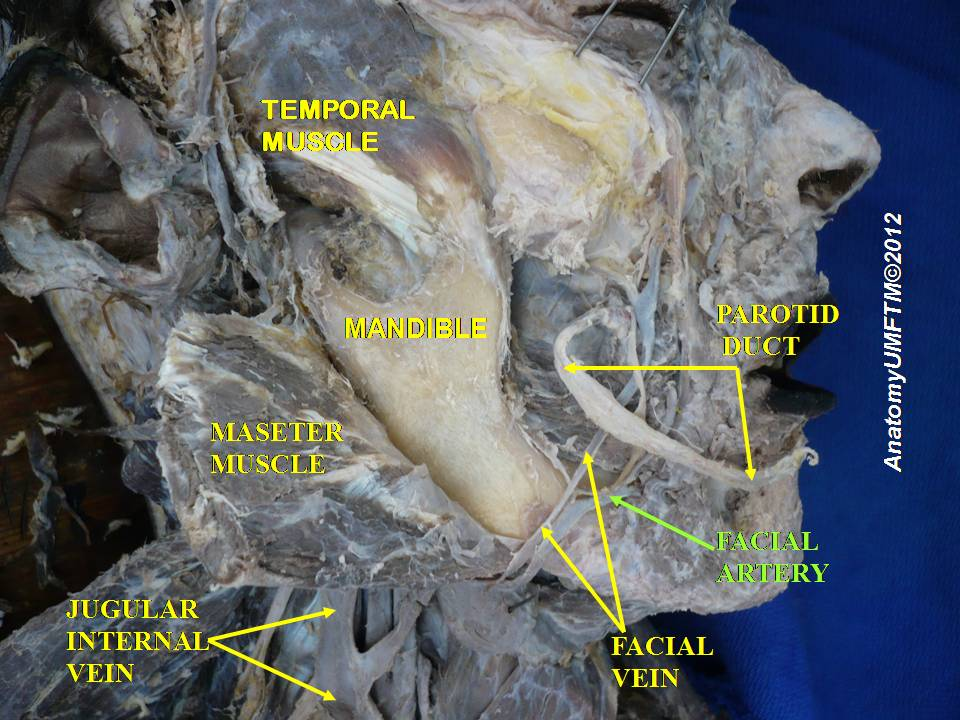
Dissection de la face montrant l'artère faciale. Vue de profil.
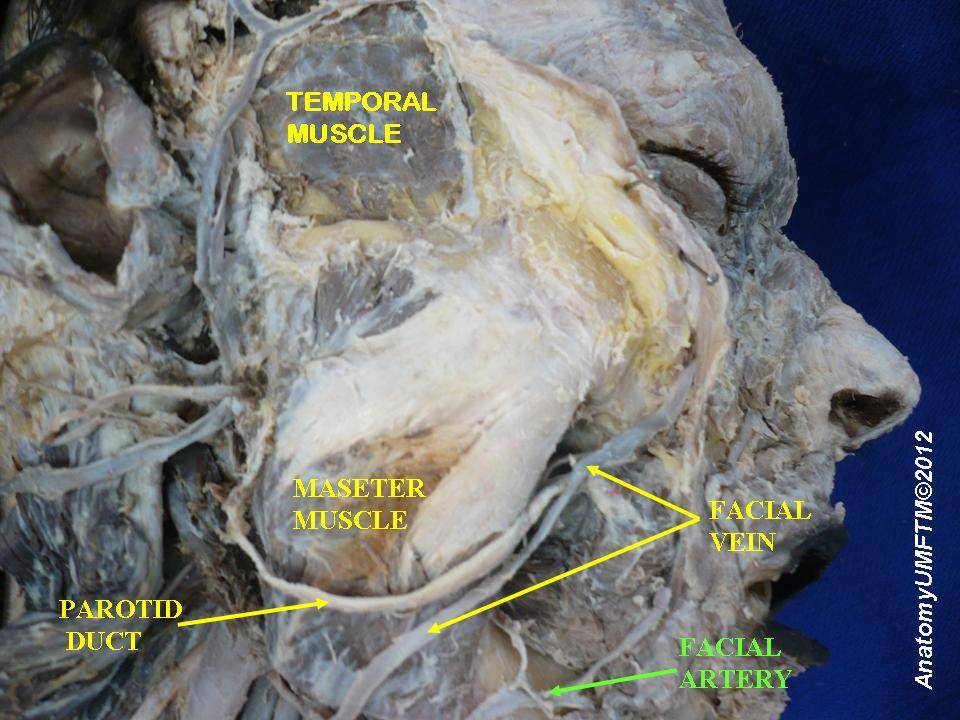
Dissection de la face montrant l'artère faciale. Vue de profil.